# Безопасность движения на железнодорожном транспорте

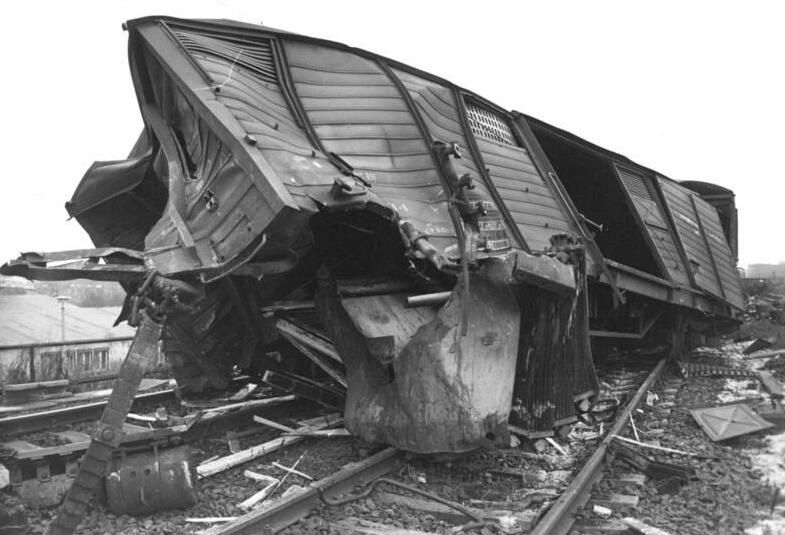
Крушение в Германии

Безопасность движения поезда на железнодорожном транспорте (БДП) — свойство движения поезда находиться в неопасном состоянии за расчетное время, когда отсутствует угроза сохранности жизней и здоровья пассажиров, технического персонала, населения, сохранности грузов, объектов хозяйствования, технических средств транспортной системы.
С повышением мощности и скорости локомотивов, используемых для движения поездов, увеличивается уровень негативных последствий от транспортных происшествий. В качестве примера, последствия схода с рельсов поезда или вагонов при скоростях движения 10 км/ч и 160 км/ч будут отличаться очень существенно.
Увеличение интенсивности движения поездов на железнодорожном транспорте увеличивает вероятность возникновения угрозы негативных последствий. Так, чем чаще в единицу времени проходит поездов, тем больше будет сумма времени задержек поездов, вынужденно простаивающих из-за аварийной остановки одного поезда.

## Отдельные происшествия

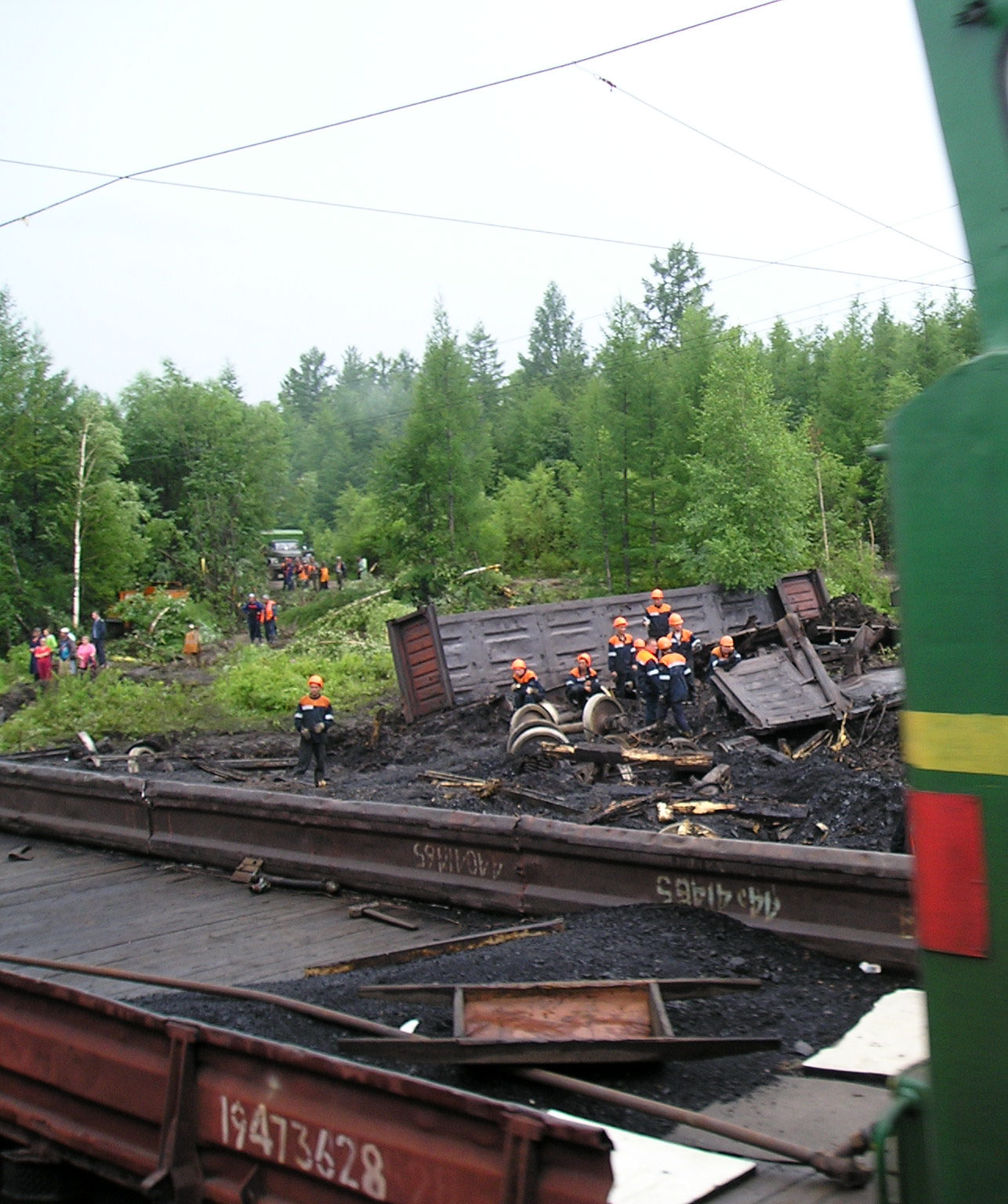
Устранение последствий крушения на перегоне Сгибеево-Уруша 11.07.2007 (сход подвижного состава с повреждением до степени исключения из инвентаря)

Только за 1934 год в СССР было допущено 62 тыс. случаев аварий, случаев брака в работе и крушений, в результате которых было повреждено около 7 тыс. паровозов и более 64 тыс. вагонов, из которых 4,5 тысячи — до степени исключения из инвентаря.
В связи с тяжелейшей аварийной обстановкой на железнодорожном транспорте СССР на основании постановления ЦК ВКП(б) и Правительства СССР об установлении института ревизоров по безопасности движения народным комиссаром путей сообщения Лазарем Моисеевичем Кагановичем был подписан приказ от 17 мая 1937 года № 103Ц «О ревизорах НКПС по безопасности движения».
В 1937 году в структуре наркомата путей сообщения был создан главк, который призван был осуществлять контроль над соблюдением требований, обеспечивающих безаварийную работу железнодорожного транспорта.
В период с 1967 по 1977 год число крушений ежегодно допускалось в пределах от 63 до 87 случаев, в том числе с пассажирскими поездами от 16 до 30.
В 1982—1991 годах ежегодно происходили крушения от 31 до 52 поездов, в том числе от 3 до 9 пассажирских, допускалось от 31 до 49 аварий, из них с пассажирскими поездами — от 21 до 24. В результате допущенных крушений и аварий за этот период погибли 307 человек.
Институт ревизоров на практике показал свою несостоятельность, так как крушения и жертвы продолжились не зависимо от наличия в штате ревизорских кадров.